# Napoleão de Alencastro Guimarães
Napoleão de Alencastro Guimarães (São Sebastião do Caí, 29 de março de 1899 — Rio de Janeiro, 21 de setembro de 1964) foi um político brasileiro.
Foi ministro do Trabalho, Indústria e Comércio nos governos de Café Filho e Carlos Luz, de 24 de agosto de 1954 a 11 de novembro de 1955.